# Sampuru

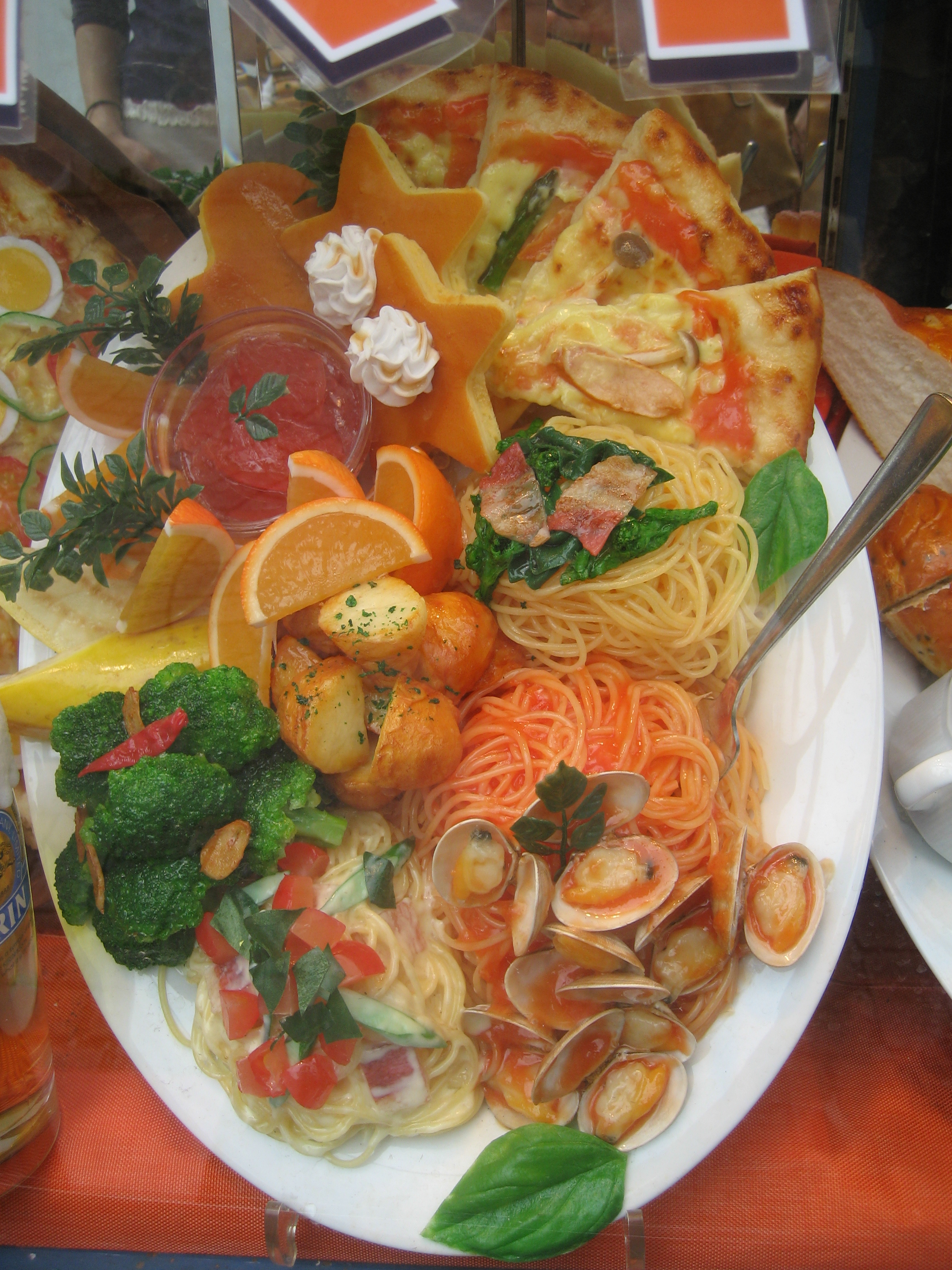
Sampuru på en restaurang.

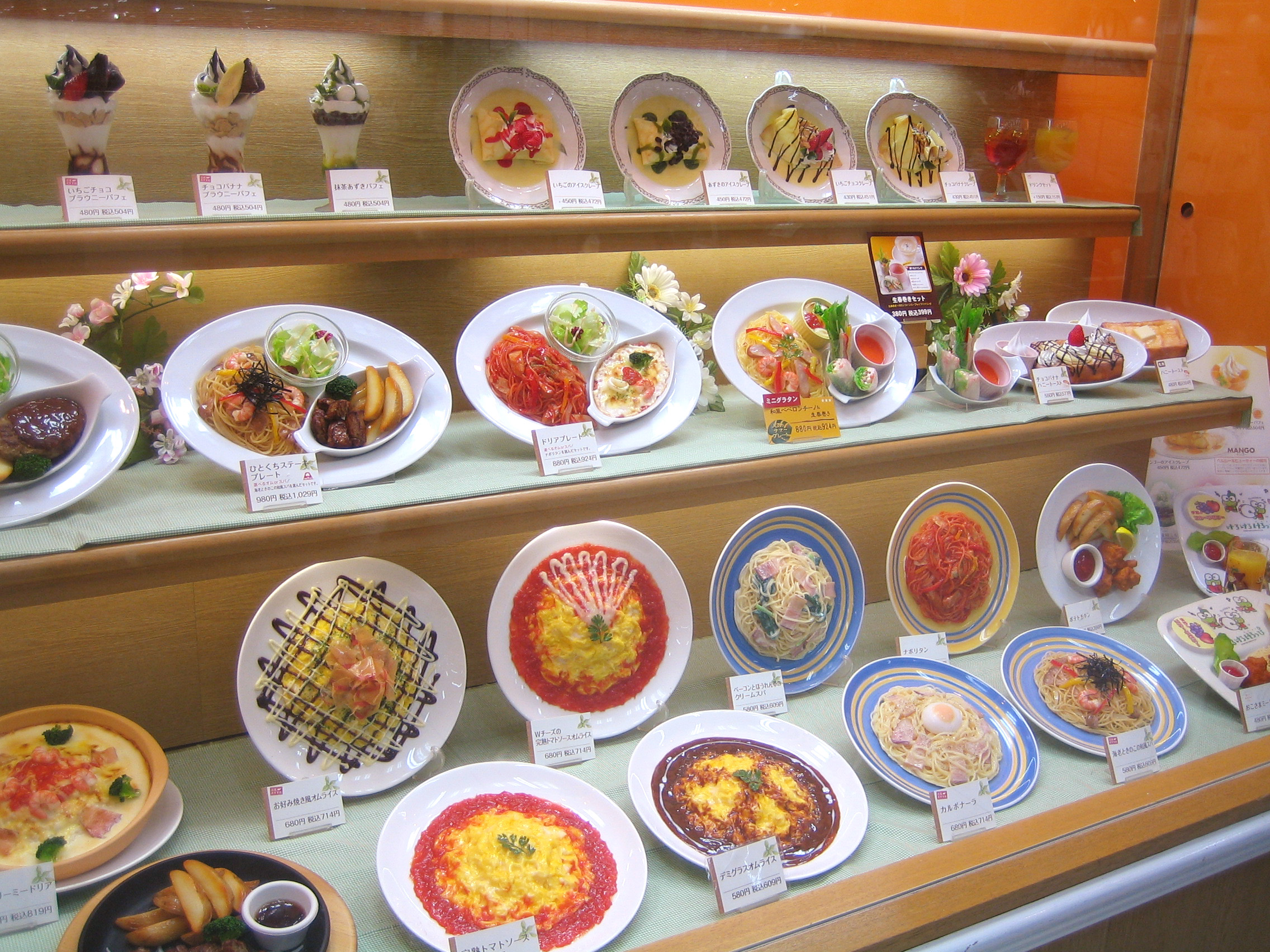
Sampuru till försäljning på Kappabashi-dori.

Sampuru (サンプル) är en sorts icke-ätlig utställningsmat som är mycket vanlig i japanska restaurangers skyltfönster.
Ursprungligen gjordes de av vax, men på senare tid har man övergått till att använda plast, främst polyvinylklorid.